# El Gómez
El Gómez är en ort i Mexiko.   Den ligger i kommunen San Salvador och delstaten Hidalgo, i den sydöstra delen av landet, 90 km norr om huvudstaden Mexico City. El Gómez ligger 2 001 meter över havet och antalet invånare är 437.
Terrängen runt El Gómez är platt åt nordost, men åt sydväst är den kuperad. Runt El Gómez är det ganska glesbefolkat, med 34 invånare per kvadratkilometer. Närmaste större samhälle är San Salvador, 5,4 km norr om El Gómez. Omgivningarna runt El Gómez är i huvudsak ett öppet busklandskap.